# RS-MMC卡
RS-MMC卡是MMC卡（Multi Media Card）卡的縮小版本，它只有MMC卡的一半大小，厚度略比SD卡薄。尺寸為24 mm×16 mm×1.5 mm。

## 規範
根據MMCA（多媒體卡協會）於2002年11月正式對外發佈的技術參數，RS-MMC卡必須符合MMC4.0規範。

## 相容性
RS-MMC卡有一種名為“雙電壓高速RS-MMC卡”，也稱Mobile RS-MMC卡。這種卡具有兩種工作電壓，既可以在1.8v的電壓下工作，也可以在3.3v的電壓下工作。上圖中的RS-MMC卡就是雙電壓高速RS-MMC卡。
很多使用SD卡的電子產品也可以使用具有RS-MMC適配器存儲卡，使得RS-MMC卡擁有更加廣泛的應用範圍。

## 常見用途
RS-MMC卡通常用於手持性設備，比如手機。